# Принс, Эпифанни
Эпифанни Принс (англ. Epiphanny Prince; родилась 11 января 1988 года, Бруклин, Нью-Йорк, США) — американская и российская профессиональная баскетболистка, выступала в женской национальной баскетбольной ассоциации. Была выбрана на драфте ВНБА 2010 года в первом раунде под общим четвёртым номером командой «Чикаго Скай». Играла на позиции разыгрывающего защитника. Известность получила после того, как набрала 113 очков в матче за среднюю школу Марри Бергтраум в 2006 году, побив национальный рекорд для женщин, установленный членом баскетбольного зала славы Шерил Миллер. В настоящее время защищает цвета турецкого клуба «Хатайспор».

## Карьера

### Ранние годы
В 2006 году принимала участие в матчах Женской баскетбольной тренерской ассоциации и выставочных играх для школьников McDonald’s All-America. В июне 2009 года Принс покинула «Рутгерс», отыграв за команду три сезона и решила поиграть на профессиональном уровне в Европе. По сообщению «New York Times», Принс отделяло всего несколько баллов от получения диплома по криминалистике, она решила окончить курс летом 2009 года. В августе она подписала соглашение с агентом и начала работать с Wasserman Media Group.

### Клубная
Сезон 2011-12 провела в чемпионате Турции, где выступала за «Галатасарай».
В чемпионате России выступала за команды «Спарта&К» (2010—2011) и «Динамо» Курск (2012—2020, 2021—2022).

### Международная
В 2010 году Принс получила российское гражданство. Однако, она не попала ни на Евробаскет 2011 года, ни на Олимпийские игры 2012 года в Лондоне.
Играла на позиции разыгрывающей за сборную России на чемпионате Европы 2013 года, где сборная выступила неудачно и заняла лишь 13-е место, также участвовала в чемпионате Европы 2017 года, где сборная России заняла 9-е место.

## Достижения
- Чемпион Евролиги: 2017
- Бронзовый призёр Евролиги: 2015
- Серебряный призёр чемпионата Турции: 2012
- Серебряный призёр чемпионата России: 2017
- Бронзовый призёр чемпионата России: 2014, 2015
- Финалист WNBA: 2014
- Обладатель Кубка России: 2015